# 생클레르쉬레프트 조약
생클레르쉬레프트 조약(프랑스어: Traité de Saint-Clair-sur-Epte)는 911년 가을 샤를 3세 단순왕과 노르만족 롤로사이에 맺어진 조약이다.
롤로는 바이킹족 출신의 노르만족으로 네우스트리아에 정착할 목적으로 서 프랑크 왕국을 침공했고 당시 서 프랑크 왕 샤를은 이들의 침입을 막기 위해 롤로와 그의 부하들이 노르망디에 정착하는 것을 허가했다. 이 조약에 대한 문서화된 내용은 전혀 전해지지 않는다.
롤로는 샤를의 서녀(序女)와 결혼하고 노르망디 공작이 되었다. 또한 롤로는 가톨릭으로 개종하였으며 프랑스 왕의 가신이 되어 충성을 서약했는데 롤로는 자신이 직접 왕 앞에 무릎을 꿇고 왕의 발에 입을 맞추길 거부하고 롤로의 부하 중의 한사람이 대신 복종의 표시를 했다고 전한다.